# Tungkal Harapan
Tungkal Harapan is een bestuurslaag in het regentschap Tanjung Jabung Barat van de provincie Jambi, Indonesië. Tungkal Harapan telt 15.251 inwoners (volkstelling 2010).